# Корнељано Лауденсе
Корнељано Лауденсе (итал. Cornegliano Laudense) је насеље у Италији у округу Лоди, региону Ломбардија.
Према процени из 2011. у насељу је живело 202 становника. Насеље се налази на надморској висини од 76 м.

## Становништво
| 1936. | 1951. | 1961. | 1971. | 1981. | 1991. | 2001. | 2011. |
| ----- | ----- | ----- | ----- | ----- | ----- | ----- | ----- |
| 946   | 1.064 | 946   | 1.037 | 1.509 | 1.797 | 2.485 | 2.838 |